# Oberdan Catani
Oberdan, właśc. Oberdan Catani (ur. 29 czerwca 1919 w Sorocabie, zm. 20 czerwca 2014) – piłkarz brazylijski, występujący podczas kariery na pozycji bramkarza.

## Kariera klubowa
Prawie całą piłkarską karierę Oberdan spędził w SE Palmeiras. W klubie z São Paulo rozpoczął w 1940 roku jeszcze gdy Palmeiras występował pod nazwą Palestra Itália i występował w nim do 1954 roku. Podczas tego okresu Oberdan wygrał z Palmeiras pięciokrotnie mistrzostwo stanu São Paulo – Campeonato Paulista w: 1940, 1942, 1945, 1947 i 1950 roku.
W 1955 roku przeszedł do lokalnego rywala Juventusu, w którym zakończył karierę w 1956 roku.

## Kariera reprezentacyjna
W reprezentacji Brazylii Oberdan zadebiutował 14 maja 1944 w towarzyskim meczu z reprezentacją Urugwaju.
W 1945 roku uczestniczył w turnieju Copa América, na którym Brazylia zajęła drugie miejsce. Na tym turnieju Oberdan wystąpił w sześciu meczach z Kolumbią, Boliwią, Urugwajem, Argentyną, Ekwadorem i Chile. W tym samym roku zdobył z Brazylią Copa Julio Roca 1945 po pokonaniu Argentyny.
Mecz z reprezentacją Argentyny rozegrany 16 grudnia 1945 był jego ostatnim w reprezentacji. Ogółem w latach 1944–1945 Oberdan wystąpił w barwach canarinhos w dziewięciu meczach.